# ヴァッターロ
ヴァッターロ（イタリア語: Vattaro）は、イタリア共和国トレンティーノ＝アルト・アディジェ州トレント自治県アルトピアーノ・デッラ・ヴィゴラーナにある分離集落（フラツィオーネ）。
かつては独立の自治体（コムーネ）であったが、2016年1月1日に近隣のボゼンティーノ、チェンタ・サン・ニコロ、ヴィゴーロ・ヴァッターロと合併し、新自治体の一部となった。

## 地理

### 位置・広がり
トレント自治県南東部に位置するコムーネ。ペルジーネ・ヴァルスガーナから南へ8km、県都トレントから南東へ12kmの距離にある。

#### 隣接コムーネ
隣接するコムーネは以下の通り。
- ボゼンティーノ
- カルチェラーニカ・アル・ラーゴ
- チェンタ・サン・ニコロ
- ベゼネッロ

## 行政

### Comunita di valle
トレント自治県が設置した広域行政組織 Comunita di valle "Comunita Alta Valsugana e Bersntol" （事務所所在地: ペルジーネ・ヴァルスガーナ）に属する。

## 住民

### 言語
| 少数言語話者の割合（2011年） | 少数言語話者の割合（2011年） | 少数言語話者の割合（2011年） | 少数言語話者の割合（2011年） | 少数言語話者の割合（2011年） |
| ---------------------------- | ---------------------------- | ---------------------------- | ---------------------------- | ---------------------------- |
|                              |                              |                              |                              |                              |
| ラディン語                   | ラディン語                   |                              | 0.0%                         | 0.0%                         |
| モケーニ語                   | モケーニ語                   |                              | 0.0%                         | 0.0%                         |
| チンブロ語                   | チンブロ語                   |                              | 0.7%                         | 0.7%                         |

2011年10月9日に行われた国勢調査によれば、若干のチンブロ語話者がいる。